# Julidochromis cyanophleps
Julidochromis cyanophleps (Synonym: Chalinochromis cyanophleps) ist eine im ostafrikanischen Tanganjikasee endemisch vorkommende Buntbarschart. Sie kommt an der südöstlichen Küste des Sees (Region Rukwa) zwischen den Inseln Mvuna und Kalala vor.

## Merkmale
Freilandbeobachtungen zufolge erreicht die langgestreckte Buntbarschart eine Maximallänge von 18 Zentimeter; die maximale gemessene Standardlänge beträgt 12,9 Zentimeter. Der Schwanzstiel ist länger als hoch. Im Unterschied zu allen anderen, gelblich oder beige gefärbten Julidochromis-Arten ist Julidochromis cyanophleps bräunlich bis dunkelgrau gefärbt. Außerdem ist sein Rumpf nicht längsgestreift oder zeigt ein netzartiges Muster, sondern ist fast einfarbig. Eine einfarbige Rumpffärbung zeigen ansonsten nur noch adulte Julidochromis brichardi. Nur Jungfische von J. cyanophleps zeigen einige dunkelbraune, senkrechte Streifen. Die überwiegend bläulich gefärbten Flossen sind bei Julidochromis cyanophleps ungemustert. Der obere Rand der bräunlichen Rückenflosse und der Schwanzflosse haben einen blauen Rand. Unter den Augen verläuft ein blauer Streifen. Entlang der Flankenmitte erstreckt sich vom Hinterrand des Kiemendeckels bis oberhalb des Afterflossenansatzes ein schwach sichtbarer blauer Streifen. Die Iris und der Augenring sind teilweise orange oder gelb. Die Geschlechter haben die gleiche Färbung.
- Flossenformel: Dorsale: VVII–VVIII/7–8; Anale VI–VII/6–7
- Schuppenformel: mLR 37–39.
- Wirbel: 35–36.

## Lebensraum
Julidochromis cyanophleps kommt rund um Inseln und Felsriffen vor der südöstlichen Küste des Tanganjikasees vor und lebt dort in Tiefen von 6 bis 45 Metern sehr versteckt in Spalten und Höhlen zwischen Felsbrocken und großen Steinen. Dort bewegt er sich stets mit dem Bauch zum Substrat gerichtet, an Höhlendecken also mit dem Rücken nach unten. Nur sehr selten ist Julidochromis cyanophleps außerhalb abgeschatteter Bereiche zu sehen. Das von der Art bewohnte Küstengebiet hat eine Ausdehnung von ca. 90 km. Begleitfische sind Julidochromis regani und Paracyprichromis nigripinnis.

## Systematik
Die Buntbarschart wurde 2014 durch den schwedischen Ichthyologen Sven O. Kullander und drei Mitarbeiter unter der Bezeichnung Chalinochromis cyanophleps erstmals wissenschaftlich beschrieben. Zusammen mit den zwei anderen Chalinochromis-Arten wurde sie im September 2023 durch den Ichthyologen Ad Konings in die Gattung Julidochromis verschoben, da sich Chalinochromis und Julidochromis genetisch nicht unterscheiden und die zur Diagnose von Chalinochromis genannten Merkmale nur bei der Typusart (Chalinochromis brichardi) deutlich nachgewiesen werden können.